# کاوازاکی ۳۵۰ ماخ-۲
کاوازاکی ۳۵۰ ماخ-۲ (به انگلیسی: Kawasaki 350 Mach-II) یک موتورسیکلت ژاپنی با انجین ۳۴۶ سی‌سی، سه‌سیلندر، دوزمانه، هواخنک (بدون‌رادیاتور) با قدرت ۴۵ اسب بخار در ۸۰۰۰ دور بر دقیقه و حداکثر سرعت ۱۸۵ کیلومتر بر ساعت که بین سال‌های ۱۹۷۲ تا ۱۹۷۴ توسط کمپانی موتورسازی کاوازاکی تولید می‌شد.

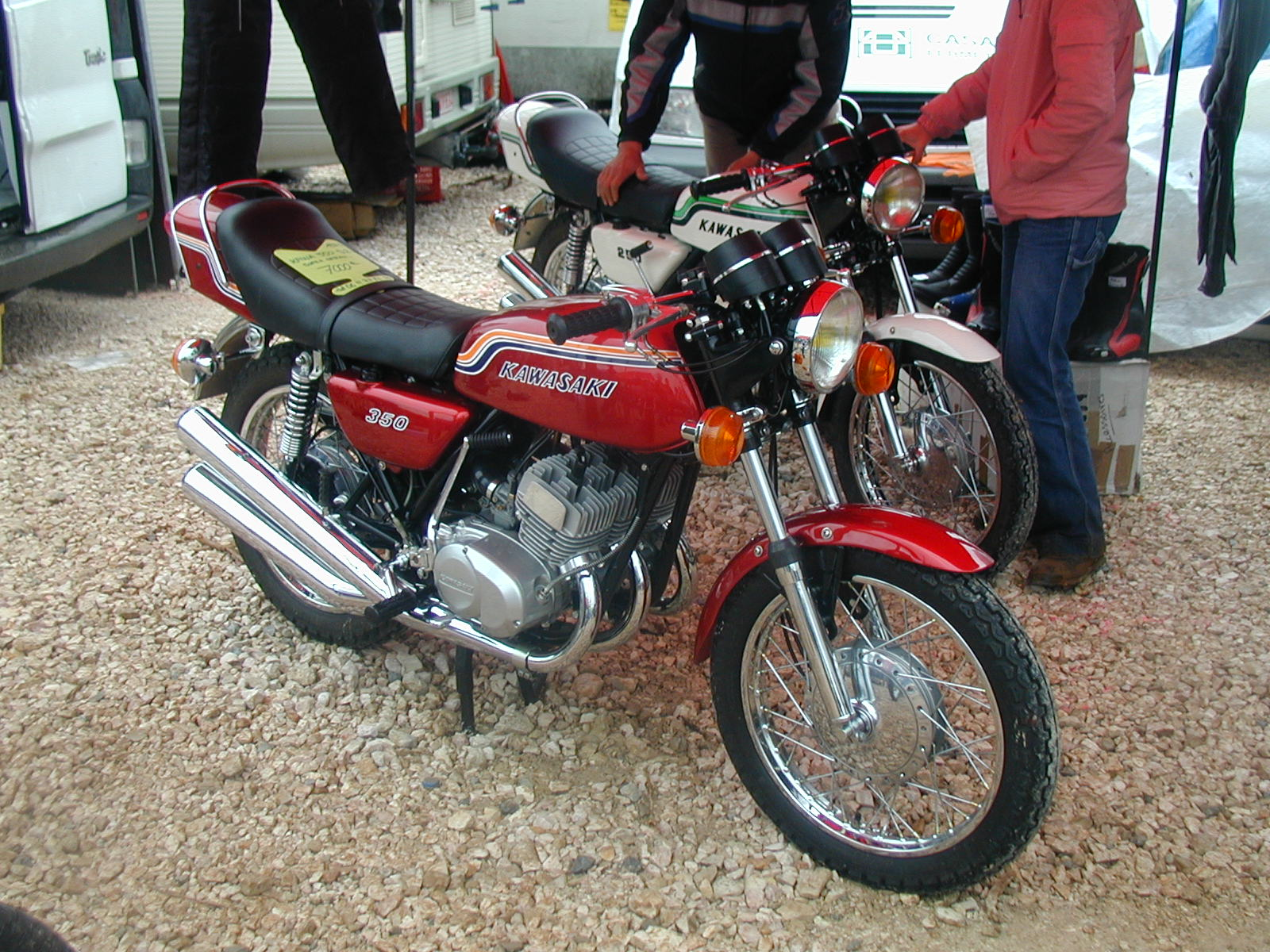
کاوازاکی ۳۵۰ ماخ-۲ (سه‌سیلندر)